# عبد العزيز رحابي
عبد العزيز رحابي ، من مواليد 21 يناير 1954 في منى (قالمة) هو دبلوماسي وسياسي جزائري.

## سيرة
ولد عبد العزيز رحابي في 21 يناير 1954 في مونة، قالمة الجزائر. وقد شغل على التوالي منصب نائب مدير حماية المواطنين بالخارج في MAE ، مستشار الشؤون السياسية والاقتصادية في السفارة الجزائرية في ألمانيا، ومدير الصحافة والإعلام والمتحدث باسم وزارة الخارجية. الشؤون الخارجية، قبل أن يصبح مدير ديوان الوزير الأخضر الإبراهيمي.
في عام 1991، تم تعيينه من قبل الرئيس شادلي بن جديد سفيراً للجزائر لدى المكسيك وأمريكا الوسطى (نيكاراغوا، كوستاريكا، غواتيمالا، هندوراس، بليز، السلفادور).
في عام 1994، تم تعيينه من قبل الرئيس ليامين زروال، سفير الجزائر في إسبانيا، وممثل الجزائر في المنظمة العالمية للسياحة (UNWTO) والمجلس الدولي للزيتون في مدريد.
في عام 1998، أصبح وزيراً للثقافة والاتصال ومتحدثاً حكومياً في عهد زروال.
في أبريل 1999، قدم استقالته التي تم رفضها. أنهى مهامه في 27 يونيو 1999، تم تعيينه مستشارًا لرئيس الحكومة إسماعيل حمداني، وهو منصب لم يشغله أبدًا؛
منذ ذلك الحين، كرس نفسه للتدريس في الجزائر والخارج. وقد حاضر في العديد من الجامعات الأجنبية.
عضو في هيئة تحرير المجلة الجزائرية للعلاقات الدولية (1987-1991)
عضو الجمعية الجزائرية للعلاقات الدولية (2001 - 2001)
وقد نشر العديد من الدراسات حول العملية الأورو-متوسطية واتحاد المغرب العربي وقضية الصحراء الغربية والأمن الإقليمي.
أنشطة المعارضة السياسية:
يساهم بانتظام في النقاش حول الأخبار الوطنية وقضايا السياسة الخارجية الجزائرية.
عضو مؤسس في التنسيق الوطني للحريات والانتقال الديمقراطي.
في عام 2016، ترأس مؤتمر آلية التشاور ومتابعة المعارضة المعروفة باسم مازفران 2.
منسق منتدى الحوار الوطني (عين بنيان 6 تموز 2019)
أحداث 2019
في سياق الحركة الشعبية لعام 2019، يعبر عن نفسه ويصرح بأن «الرئيس (بوتفليقة) يسخر من الشعب». في يونيو، كان مسؤولاً عن تنسيق مؤتمر المعارضة في 6 يوليو. في هذا المؤتمر، أعلن أنه يطالب برحيل حكومة نور الدين بدوي، لأنه يعتبر أن الحكومة تمثل «مقاومة للتغيير».

## مهنة
- مدير الصحافة والإعلام، المتحدث الرسمي باسم وزارة الخارجية.
- سفير الجزائر لدى المكسيك وأمريكا الوسطى (نيكاراغوا، كوستاريكا، غواتيمالا، السلفادور، هندوراس وبليز). عضو مؤسس وأول رئيس لغرفة تجارة العالم العربي بالمكسيك.
- سفير الجزائر في اسبانيا.
- وزير الثقافة والاتصال السابق، والمتحدث باسم الحكومة الجزائرية من 1998 إلى 1999.[6]

## الإنجازات
قطاع الاتصالات:
القوانين والقوانين المقترحة
- قدمت في آذار / مارس 1999 وصوتت في حزيران / يونيه 1999 قانونا للإعلان يحظره مجلس الأمة حتى يومنا هذا؛
- منعت في المؤتمر الوطني لنواب الشعب مشروع قانون على الاستطلاع حتى الآن.

قطاع الثقافة
- معارضة العملية المتقدمة لخصخصة ENAG (الشركة الوطنية للفنون التخطيطية Reghaia)
- المعارضة للبيع للأفراد الممتلكات الثقافية (الفلل التراث) وتمديد شعباني مدينة على حساب القناة (القرن ال16)
- الالتزام بإجراء حماية وتصنيف الميراث.

قطاع الصحافة :
- فتح وسائل الإعلام العامة للمعارضة والحساسيات السياسية والاجتماعية
- رفع الحظر على واردات وسائل الإعلام المطبوعة الدولية
- رفع حظر اعتماد المراسلين الجزائريين في وسائل الإعلام الدولية
- رفع الحظر المفروض على نشر 32 عنوانًا من الصحافة المكتوبة
- رفع احتكار ANEP على الإعلان المؤسسي
- إنشاء نقطة الصحافة الأسبوعية للمتحدث الرسمي باسم الحكومة